# ایران در بازی‌های آسیایی ۱۹۵۸
ایران، به مانند ۱۶ کشور دیگر آسیایی، در بازی‌های آسیایی ۱۹۵۸ که در شهر توکیو کشور ژاپن، برگزار می‌شد، با ۱۱۲ شرکت‌کننده، شرکت کرد. پرجمدار ایران در این بازی‌ها، محمود نامجو بود. این کشور با کسب هفت مدال طلا، چهارده مدال نقره و یازده مدال برنز و در مجموع ۳۲ مدال، با رتبه چهارم این بازی‌ها، به کار خود پایان داد.

## خلاصه مدال‌ها

### جدول مدال‌ها
| رشته ورزشی         | طلا | نقره | برنز | مجموع |
| ورزش‌های آبی، شیرجه |     |      | ۲    | ۲     |
| ورزش‌های قهرمانی    | ۱   | ۱    | ۲    | ۴     |
| بوکس               |     | ۳    | ۳    | ۶     |
| دوچرخه‌سواری، پیست  |     | ۲    |      | ۲     |
| تنیس روی میز       |     |      | ۱    | ۱     |
| والیبال            |     | ۱    |      | ۱     |
| وزنه‌برداری         | ۳   | ۴    | ۱    | ۸     |
| کشتی آزاد          | ۳   | ۳    | ۲    | ۸     |
| مجموع              | ۷   | ۱۴   | ۱۱   | ۳۲    |

### مدال‌آوران
| مدال | نام | ورزش             | رویداد                 |
| ---- | --- | ---------------- | ---------------------- |
| طلا  | محمود خلیق رضوی                                                                                         | Athletics        | Men's 1500 m           |
| طلا  | جلال منصوری                                                                                             | Weightlifting    | Men's 82.5 kg          |
| طلا  | محمدحسن رهنوردی                                                                                         | Weightlifting    | Men's 90 kg            |
| طلا  | فیروز پژهان                                                                                             | Weightlifting    | Men's +90 kg           |
| طلا  | امامعلی حبیبی                                                                                           | Wrestling        | Men's freestyle 67 kg  |
| طلا  | غلامرضا تختی                                                                                            | Wrestling        | Men's freestyle 87 kg  |
| طلا  | عباس زندی                                                                                               | Wrestling        | Men's freestyle +87 kg |
| نقره | محمود خلیق رضوی                                                                                         | Athletics        | Men's 800 m            |
| نقره | وازیک قازاریان                                                                                          | Boxing           | Men's 63.5 kg          |
| نقره | سورن پیرجانیان                                                                                          | Boxing           | Men's 67 kg            |
| نقره | امیر یاوری                                                                                              | Boxing           | Men's 71 kg            |
| نقره | جعفر گل‌طلب                                                                                              | Cycling, Track   | Men's sprint           |
| نقره | جعفر گل‌طلب                                                                                              | Cycling, Track   | Men's 1 km time trial  |
| نقره | عبدالمنعم کمال سیاوش فرخی محمود عدل محمد شریف‌زاده حسینعلی امیری اسماعیل اشتری عباس تهرانی کمال پورهاشمی | Volleyball       | Men                    |
| نقره | اسماعیل علم‌خواه                                                                                         | Weightlifting    | Men's 52 kg            |
| نقره | محمود نامجوی                                                                                            | Weightlifting    | Men's 56 kg            |
| نقره | علی صفاسنبلی                                                                                            | Weightlifting    | Men's 60 kg            |
| نقره | ابراهیم پیروی                                                                                           | Weightlifting    | Men's 75 kg            |
| نقره | خلیل رعیت‌پناه                                                                                           | Wrestling        | Men's freestyle 52 kg  |
| نقره | جهانبخت توفیق                                                                                           | Wrestling        | Men's freestyle 73 kg  |
| نقره | نبی سروری                                                                                               | Wrestling        | Men's freestyle 79 kg  |
| برنز | منوچهر فصیحی                                                                                            | Aquatics, Diving | Men's 3 m springboard  |
| برنز | حسن اعظمی                                                                                               | Aquatics, Diving | Men's 10 m platform    |
| برنز | علی باغبان‌باشی                                                                                          | Athletics        | Men's 5000 m           |
| برنز | علی باغبان‌باشی                                                                                          | Athletics        | Men's 10,000 m         |
| برنز | ایزار ایلخانوف                                                                                          | Boxing           | Men's 51 kg            |
| برنز | لئون خاچاطوریان                                                                                         | Boxing           | Men's 75 kg            |
| برنز | اکبر خوجینی                                                                                             | Boxing           | Men's 81 kg            |
| برنز | ادموند بیت‌خدا هوشنگ بزرگ‌زاده امیر احتشام‌زاده حمید کرلو                                                  | Table tennis     | Men's team             |
| برنز | هنریک تمرز                                                                                              | Weightlifting    | Men's 67.5 kg          |
| برنز | غلامحسین زندی                                                                                           | Wrestling        | Men's freestyle 57 kg  |
| برنز | ناصر گیوه‌چی                                                                                             | Wrestling        | Men's freestyle 62 kg  |